# Sân bay Surat Thani
Sân bay Surat Thani (IATA: URT, ICAO: VTSB) nằm ở huyện Phunphin, Tỉnh Surat Thani, Thái Lan. Sân bay này nằm cách tỉnh Surat Thani 21 km về hướng tây và cũng là căn cứ không quân của Wing 7 Airforce. Sân bay này có 1 đường băng bê tông.
Ngày 11/12/1998, chuyến bay A310-200 của Thai Airways International (HS-TIA), hạ cánh xuống Surat Thani từ Bangkok, sau 3 lần cố gắng hạ cánh gặp trời mưa to và đã bị rơi vào một ruộng lúa các sân bay này 3 km khiến cho 102/143 hành khách và phi hành đoàn trên máy bay thiệt mạng.
Sân bay này hiện nay có 2 chuyến bay/ngày nối với Bangkok bởi các hãng:
- Thai Airways
- Nok Air
- Thai Air Asia

## Thống kê (2005)
- Số lượt máy bay hoạt động - 5.983
- Số khách đi - 102.808
- Số khách đến - 101.338
- Trọng lượng hàng gửi đi - 1.149.551 kg
- Trọng lượng hàng đến - 503.988 kg